# Waterdragers (Henk Tieman)

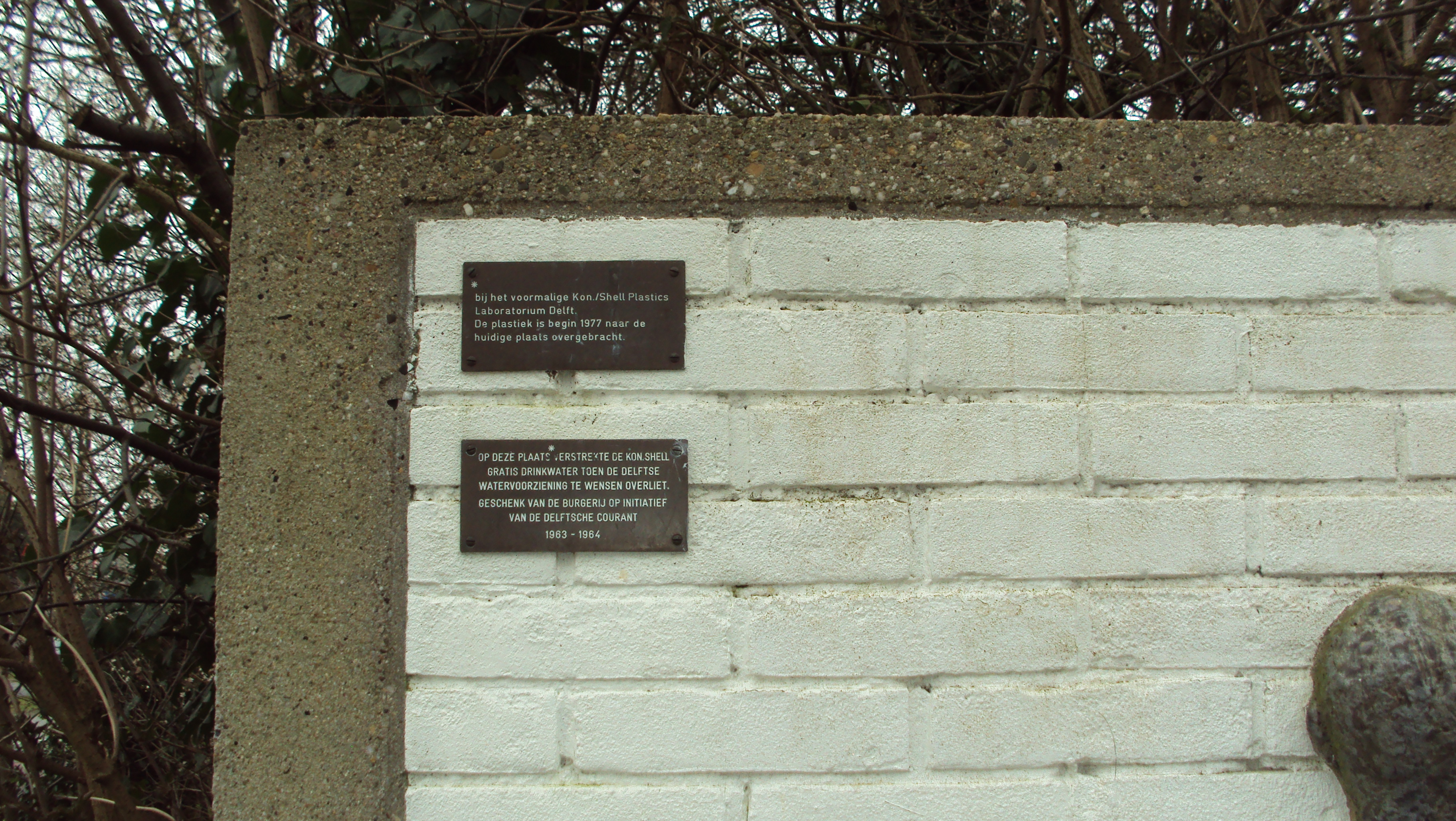

De waterdragers is een plastiek van Henk Tieman, dat werd vervaardigd bij de Koninklijke Porceleyne Fles. Het omvat de afbeelding van een groepje mensen, een man, een vrouw en een kind, die in totaal vier emmers dragen. Het kunstwerk staat enigszins verscholen tussen de bosjes bij de watertoren aan de Wateringsevest in Delft.

## Geschiedenis
Aan de Broekmolenweg in Rijswijk-zuid stond in de strenge winter van 1963/1964 het Koninklijke/Shell laboratorium Delft. Het was aangesloten op het drinkwaternet van het drinkwaterleidingbedrijf “De Vlietstreek”, dat een uitstekende kwaliteit, Haags, duinwater leverde. Dit in tegenstelling tot het overgrote deel van Delft, dat het drinkwater uit Rotterdam kreeg. Dat water was zeer slecht van smaak door het hoge chloorgehalte. Dat werd 23 januari 1963 plotseling heel erg brak en was daarmee echt niet meer te drinken. 
Het bleek dat het zoute Noordzeewater tot aan Lekkerkerk de Nieuwe Maas was opgestuwd door een combinatie van factoren. Doordat het in de maanden ervoor vrij droog was geweest was er relatief weinig afvoer van regenwater. Maar doorslaggevend was dat er op 22 januari een stevige westenwind stond. Het gevolg was dat de gemeentelijke waterbassins aan de Honingerdijk in Rotterdam zich geleidelijk aan vulden met zilt water. Met tankwagens van het leger werd Delft van drinkwater  voorzien. Ook voerde het waterleidingsbedrijf schoon duinwater aan vanuit Den Haag, maar dit bereikte enkel het noordelijke deel van de stad.
Bij het laboratorium werd een extra tappunt voor het drinkwater ingericht, voor veel Delftenaren de enige plek waar je gratis schoon drinkwater kon krijgen. Dagelijks kwamen er tientallen Delftenaren met jerrycans en emmers naar deze kranen toe. Iedere dag stond men in de rij rustig zijn of haar beurt af te wachten.
De krant De Waarheid bezocht dit tappunt en schreef er het volgende over:
‘“Voor thee, koffie en soep is het water uit onze kraan absoluut niet te gebruiken”, zei een gepensioneerde baas uit de binnenstad van Delft. “Dit is echt lekker”. Een meneer met een auto nam drie volle jerrycans tegelijk mee in de kofferruimte. “Soms staat er wel een rij van tien meter lang”, vertelde een van de waterdragers ons. “Dan leggen de portiers een paar slangen uit om de mensen sneller te helpen”.’ 
Om het bedrijf voor deze geste te bedanken werd op initiatief van de Delftsche Courant opdracht verstrekt aan de Delftse firma De Porceleyne Fles om een plastiek te vervaardigen. Het ontwerp van de kunstenaar Henk. Tieman (die daar van 1938 tot 1982 werkzaam was als ontwerper) werd gekozen. Het kreeg een plaats aan de buitengevel van het kantoorgebouw aan de straatzijde van het laboratorium en werd op 21 juli 1964 feestelijk onthuld.
In 1977 werd dit laboratorium gesloten en de gebouwen verkocht. Het 4000 kg zware plastiek werd van de gevel afgebikt en overgebracht naar Amsterdam waar het bij het Koninklijke/Shell laboratorium Amsterdam werd opgeslagen en vergeten. Bij de sloop van de gebouwen in 2006 werd het herontdekt, gerestaureerd en in november overgebracht naar Delft, waar het bij de Delftse watertoren op 31 januari 2007 werd onthuld